# Akademia (uczelnia)
Akademia (łac. academia, starogr. Ἀκαδημία, Akademia) – początkowo zgromadzenie uczonych lub artystów, którzy kształcili się pod kierunkiem wybitnego autorytetu, mające na celu rozwój nauki i sztuki. Nazwa wywodzi się od starożytnej szkoły Platona założonej w gaju Akademosa.
Pierwsze nowożytne akademie powstały w epoce renesansu we Włoszech. Model współczesnej akademii nauk jako instytucji publicznej o zasięgu ogólnokrajowym ukształtował się w XVII–XVIII wieku. Współcześnie terminem tym nadal określa się zgromadzenia naukowców, np. Polska Akademia Nauk, oraz rodzaj uczelni.

## Akademie w Polsce
W Polsce nazwa ta pojawia się w drugiej połowie XVI w. W okresie przedrozbiorowym określano nią zarówno uniwersytety (Akademia Krakowska), uczelnie aspirujące do miana uniwersytetu (Akademia Lwowska), jak i niektóre wyróżniające się szkoły niższego szczebla (Akademia Chełmińska).

### Polskie uczelnie będące akademiami
Współcześnie uczelnia może używać w nazwie określenia akademia, jeśli jest uczelnią akademicką, tzn. prowadzi działalność naukową oraz posiada kategorię naukową A+, A albo B+ w co najmniej 1 dyscyplinie naukowej albo artystycznej (inne typy uczelni w Polsce to: uniwersytet, uniwersytet techniczny, uniwersytet przymiotnikowy, politechnika).

#### Uczelnie publiczne będące akademiami

##### O profilu humanistycznym
- Akademia Pedagogiki Specjalnej im. Marii Grzegorzewskiej w Warszawie
- Akademia Piotrkowska

##### O profilu technicznym/techniczno-humanistycznym
- Akademia Górniczo-Hutnicza im. Stanisława Staszica w Krakowie
- Akademia Techniczno-Humanistyczna w Bielsku-Białej
- Akademia im. Jakuba z Paradyża w Gorzowie Wielkopolskim
- Akademia Kaliska im. Prezydenta Stanisława Wojciechowskiego w Kaliszu
- Akademia Łomżyńska
- Akademia Zamojska

##### Akademie wojskowe
- Akademia Wojsk Lądowych imienia generała Tadeusza Kościuszki we Wrocławiu
- Akademia Sztuki Wojennej w Warszawie
- Akademia Marynarki Wojennej im. Bohaterów Westerplatte w Gdyni
- Wojskowa Akademia Techniczna im. Jarosława Dąbrowskiego w Warszawie
- Lotnicza Akademia Wojskowa w Dęblinie

##### Pozostałe akademie
- Akademia Teatralna im. Aleksandra Zelwerowicza w Warszawie
- Akademia Sztuk Teatralnych im. Stanisława Wyspiańskiego w Krakowie
- Chrześcijańska Akademia Teologiczna w Warszawie
- Akademia Pożarnicza

oraz
- akademie muzyczne
- akademie sztuk pięknych
- akademie wychowania fizycznego

#### Uczelnie niepubliczne będące akademiami
- Akademia Śląska w Katowicach
- Akademia Nauk Stosowanych TWP w Szczecinie
- Akademia Finansów i Biznesu Vistula
- Akademia Humanistyczna im. Aleksandra Gieysztora w Pułtusku
- Akademia Leona Koźmińskiego w Warszawie
- Akademia Polonijna w Częstochowie
- Europejska Akademia Sztuk w Warszawie
- Krakowska Akademia im. Andrzeja Frycza Modrzewskiego w Krakowie
- Akademia Humanistyczno-Ekonomiczna w Łodzi
- Akademia Ignatianum w Krakowie
- Akademia WSB w Dąbrowie Górniczej
- Społeczna Akademia Nauk w Łodzi
- Polsko-Japońska Akademia Technik Komputerowych w Warszawie
- Akademia Ekonomiczno-Humanistyczna w Warszawie
- Akademia Kultury Społecznej i Medialnej w Toruniu
- Akademia Górnośląska im. Wojciecha Korfantego w Katowicach
- Akademia Handlowa Nauk Stosowanych w Radomiu
- Akademia WIT w Warszawie